# Forsyth Barr Stadium
Forsyth Barr Stadium at University Plaza – wielofunkcyjny stadion sportowy, położony w kompleksie sportowym Logan Park w nowozelandzkim mieście Dunedin. Stadion został otwarty w dniu 5 sierpnia 2011 roku przez premiera Nowej Zelandii Johna Keya, zastępując tym samym stary stadion Carisbrook. Pierwszy obiekt sportowy na świecie, który jest całkowicie zadaszony i wyposażony jest w naturalną murawę.
Na stadionie zostały rozegrane spotkania w ramach Pucharu Świata w Rugby 2011 oraz Mistrzostw Świata U-20 w Piłce Nożnej 2015.

## Lokalizacja
Stadion Forsyth Barr Stadium położony jest w dzielnicy Dunedin North w pobliżu rzeki Water of Leith, która wpada do wód portu Otago na ulicy Anzac Avenue. Obiekt położony jest w kompleksie sportowym Logan Park, od północy sąsiaduje z obiektami sportowymi Caledonian Ground i University Oval. Na zachód od stadionu położone są budynki Otago Polytechnic, University of Otago College of Education oraz kampus University of Otago. Na południe od obiektu przebiega droga stanowa nr 88, która łączy centrum Dunedin z dzielnicą Port Chalmers.

## Nazwa
Pełna nazwa obiektu brzmi Forsyth Barr Stadium at University Plaza co związane jest z bliską współpracą z lokalnym uniwersytetem University of Otago. Obecnym sponsorem tytularnym obiektu jest firma zajmująca się doradztwem inwestycyjnym Forsyth Barr. W trakcie organizowanego przez Nową Zelandię Pucharu Świata w Rugby 2011 obowiązywała nazwa Otago Stadium. Potocznie obiekt nazywany jest The Glasshouse (pol. Szklarnia) ze względu na podobieństwo swojej konstrukcji do szklarni.

## Konstrukcja
Budowa obiektu rozpoczęła się w czerwcu 2009 roku i została zakończona w sierpniu 2011 roku. Powierzchnia całego obiektu wynosi 31 050 m², wysokość obiektu wynosi 47 m.  

### Dach
Dach stadionu został wykonany z przezroczystego polimeru ETFE, pierwotnie opracowanego dla przemysłu kosmicznego. ETFE zapewnia ochronę murawy przed zmiennymi warunkami atmosferycznymi i jednocześnie przepuszcza promienie słoneczne potrzebne do rozwoju trawy. Cały dach oparty jest na pięciu łukach, każdy o rozpiętości 105 m, które łącznie podtrzymują 20 500 m² powierzchni dachu wykonanej z polimeru ETFE.

### Boisko
Boisko na Forsyth Barr Stadium ma wymiary 126x75m, dzięki czemu nadaje się do rozgrywania spotkań rugby union, rugby league i piłki nożnej.